# L.A.M.F.
L.A.M.F. es el primer y único álbum de estudio de la banda de punk The Heartbreakers, lanzado en el año 1977. Las siglas del título significan "Like A Mother Fucker", siglas que, según Johnny Thunders, eran añadidas por los grafiteros neoyorquinos después del nombre de sus pandillas (aunque si esos grafitis eran dibujados en territorio perteneciente a otras pandillas, se solía escribir "D.T.K.L.A.M.F" ("Down To Kill Like A Mother Fucker"). La edición original en vinilo tuvo una mala producción, y ello provocó discusiones entre los miembros de la banda y una larga lista de remixes.

## Lista de temas

### Lanzamiento original de Track Reecords
1. "Born to Lose" (Johnny Thunders)
2. "Baby Talk" (Johnny Thunders)
3. "All By Myself" (Walter Lure, Jerry Nolan)
4. "I Wanna Be Loved" (Johnny Thunders)
5. "It's Not Enough" (Johnny Thunders)
6. "Chinese Rocks" (Dee Dee Ramone, Richard Hell) (*ver abajo)
7. "Get Off The Phone" (Walter Lure, Jerry Nolan)
8. "Pirate Love" (Johnny Thunders)
9. "One Track Mind" (Walter Lure, Jerry Nolan)
10. "I Love You" (Johnny Thunders)
11. "Goin' Steady" (Johnny Thunders)
12. "Let Go" (Johnny Thunders, Jerry Nolan)

### L.A.M.F. Revisited
1. "One Track Mind" (Walter Lure, Jerry Nolan)
2. "I Wanna Be Loved"
3. "Pirate Love"
4. "Let Go" (Johnny Thunders, Jerry Nolan)
5. "Do You Love Me?" (Berry Gordy, Jr.)
6. "Can't Keep My Eyes On You" (Walter Lure, Jerry Nolan)
7. "Get Off The Phone" (Walter Lure, Jerry Nolan)
8. "All By Myself" (Walter Lure, Jerry Nolan)
9. "Chinese Rocks" (Dee Dee Ramone, Richard Hell) (*ver abajo)
10. "Baby Talk"
11. "Goin' Steady"
12. "It's Not Enough"
13. "I Love You"
14. "Born Too Loose" (aka "Born to Lose")

### L.A.M.F.: The Lost '77 Mixes

#### Disco uno
El disco uno es la versión de L.A.M.F. compilada por Jungle Records en 1994.
1. "Born to Lose"
2. "Baby Talk"
3. "All By Myself" (Walter Lure/Jerry Nolan)
4. "I Wanna Be Loved"
5. "It's Not Enough"
6. "Chinese Rocks" (Dee Dee Ramone/Richard Hell) (*see below)
7. "Get Off The Phone" (Walter Lure/Jerry Nolan)
8. "Pirate Love"
9. "One Track Mind" (Walter Lure/Jerry Nolan)
10. "I Love You"
11. "Goin' Steady"
12. "Let Go" (Johnny Thunders/Jerry Nolan)
13. "Can't Keep My Eyes On You" (Walter Lure/Jerry Nolan)
14. "Do You Love Me ?" (Berry Gordy, Jr.)

#### Disco dos
El disco dos es una colección de demos, descartes y mezclas alternativas.
1. Born Too Loose
2. Chinese Rocks
3. Let Go
  - Tracks 1-3 are from the Essex Studios demo sessions, February 20–22, 1977.
4. Goin' Steady (backing track)
5. Baby Talk (backing track)
6. Pirate Love (backing track)
7. Born To Lose (backing track)
8. Chinese Rocks (backing track)
9. Do You Love Me?
  - Tracks 4-9 son descartes de las sesiones de Ramport Studio, con charla de estudio y comienzos falsos indexados como tiempo de cuenta atrás en el CD.
10. Can't Keep My Eyes On You
  - Track 10 is a single B-side, recorded live at London's Speakeasy in early 1977.
11. Get Off The Phone (alternate mix)
  - Mixed at Olympic Studio, 16 de mayo de 1977
12. All By Myself (alternate mix)
  - Mixed at Ramport Studio, date unknown, 1977
13. It's Not Enough (alternate mix)
  - Mixed at Ramport Studio, 1 de junio de 1977
14. One Track Mind (alternate mix)
  - Mixed at Ramport Studio, 27 de junio de 1977
15. Too Much Junkie Business (Walter Lure/Johnny Thunders)
16. London Boys (Johnny Thunders/Walter Lure/Billy Rath)
  - Tracks 15-16 are demos done for EMI Records at Riverside Studio, London, 13 de diciembre de 1977. These two tracks were produced by Mike Thorne

Todas las canciones en los dos discos están escritas por Johnny Thunders excepto si se indica lo contrario
(*)Nota: La versión original de L.A.M.F. de Track Records acreditaba de forma incorrecta a Dee Dee Ramone, Johnny Thunders, Jerry Nolan y Richard Hell como compositores de "Chinese Rocks". Para la versión de 1994 y siguientes reediciones, Jungle Records adjudicó a Joey, Johnny y Dee Dee Ramone la autoría del tema, aunque esto también es incorrecto; "Chinese Rocks" fue compuesta en realidad por Richard Hell y Dee Dee Ramone.

### L.A.M.F.: Definitive Edition
En 2012 Jungle Records lanzó una nueva versión de 4 CDs.

#### Disco uno: The Lost '77 Mixes
El disco uno es el mismo que se lanzó en 1994.
1. "Born Too Loose" (aka "Born to Lose")
2. "Baby Talk"
3. "All By Myself" (Walter Lure/Jerry Nolan)
4. "I Wanna Be Loved"
5. "It's Not Enough"
6. "Chinese Rocks" (Dee Dee Ramone/Richard Hell) (*see above)
7. "Get Off The Phone" (Walter Lure/Jerry Nolan)
8. "Pirate Love"
9. "One Track Mind" (Walter Lure/Jerry Nolan)
10. "I Love You"
11. "Goin' Steady"
12. "Let Go" (Johnny Thunders/Jerry Nolan)
13. "Can't Keep My Eyes On You" (Walter Lure/Jerry Nolan)
14. "Do You Love Me?" (Berry Gordy, Jr.)

#### Disco dos: The Track LP restored
El disco dos es una versión restaurada del álbum original.
1. "Born Too Loose" (aka "Born to Lose")
2. "Baby Talk"
3. "All By Myself" (Walter Lure/Jerry Nolan)
4. "I Wanna Be Loved"
5. "It's Not Enough"
6. "Chinese Rocks" (Dee Dee Ramone/Richard Hell) (*see above)
7. "Get Off The Phone" (Walter Lure/Jerry Nolan)
8. "Pirate Love"
9. "One Track Mind" (Walter Lure/Jerry Nolan)
10. "I Love You"
11. "Goin' Steady"
12. "Let Go" (Johnny Thunders/Jerry Nolan)

#### Disco tres: The demo session
El disco tres contiene 13 demos, grabados en tres diferentes estudios entre 1976 to 1977. Los temas 1-4 fueron grabados en SBS Studios en enero de 1976 con Richard Hell aún en la banda. Los temas 5-10 fueron grabados en Jay Nap Studios a finales de 1976. Los temas 11-13 fueron grabados en febrero de 1977 en Essex Studios.
1. "I Wanna Be Loved" (Mix 2)
2. "Pirate Love"
3. "Going Steady"
4. "Flight" (Walter Lure)
5. "Born To Lose"
6. "Can't Keep My Eyes On You" (Walter Lure/Jerry Nolan)
7. "It's Not Enough"
8. "I Love You"
9. "Take A Chance" (Walter Lure/Jerry Nolan)
10. "Do You Love Me?" (Berry Gordy, Jr.)
11. "Let Go" (Johnny Thunders/Jerry Nolan)
12. "Chinese Rocks" (Dee Dee Ramone/Richard Hell) (*see above)
13. "Born To Lose"

#### Disco cuatro: The alternative mixes
El disco cuatro es una selección de mezclas alternativas de diferentes estudios y diferentes días en 1977, elegidos de una lista corta de 54 mezclas.
1. Born To Lose
  - Essex Studio, February 20
2. Born To Lose
  - Ramport Studio, March 22
3. Baby Talk
  - Ramport Studio, June 5
4. Baby Talk
  - Advision Studio, September 15
5. All By Myself
  - Olympic Studio, May 16
6. All By Myself
  - Ramport Studio, date unknown
7. It's Not Enough
  - Ramport Studio, June 1
8. It's Not Enough
  - Ramport Studio, June 27
9. Chinese Rocks
  - Ramport Studio, March 22
10. Get Off The Phone
  - Olympic Studio, May 16
11. Pirate Love
  - Ramport Studio, June 7
12. Pirate Love
  - Ramport Studio, July 2
13. One Track Mind
  - Ramport Studio, June 22
14. One Track Mind
  - Advision Studio, September 10
15. I Love You
  - Ramport Studio, June 11
16. Goin' Steady
  - Olympic Studio, May 19
17. Goin' Steady
  - Ramport Studio, July 22
18. Let Go
  - Ramport Studio, June 10
19. Let Go
  - Ramport Studio, July 2
20. Can't Keep My Eyes On You
  - Ramport Studio, April 22
21. Do You Love Me
  - Ramport Studio, July 22

## Músicos
- Johnny Thunders - voz, guitarra
- Walter Lure - voz, guitarra
- Billy Rath - bajo
- Jerry Nolan - batería, voz en "Can't Keep My Eyes on You"